# Koszyczek (anatomia pszczół)

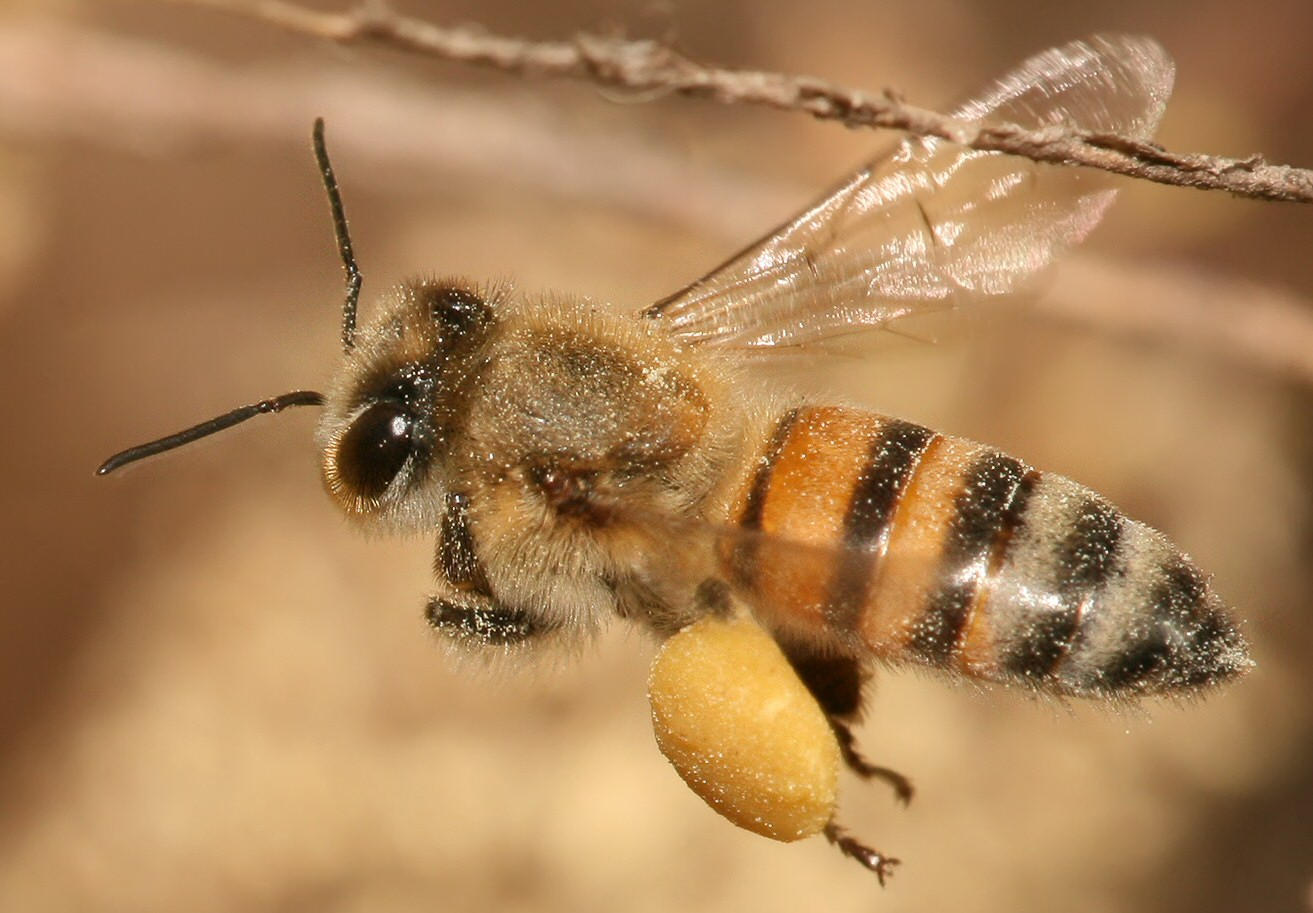
Pszczoła miodna z masą pyłku (obnóżem) zebraną w koszyczku

Koszyczek (łac. corbicula, l.mn. corbiculae) – narząd niektórych samic pszczół.
Koszyczek ma postać pólka otoczonego szpalerem zmodyfikowanych włosków i służy przenoszeniu pyłku oraz innych materiałów do gniazda. Najbardziej zaawansowanej budowy koszyczki, o spłaszczonym lub wklęśniętym pólku okolonym włoskami, zlokalizowane są na zewnętrznej powierzchni goleni odnóży tylnej pary długojęzyczkowatych, melipon, trzmieli i rodzaju Apis.
U pszczolinek włoski porastające tylną ścianę tułowia określa się koszyczkiem propodealnym. Pełnią one pomocniczą funkcję w zbieraniu pyłku, razem ze szczoteczkami na tylnych nogach.